# Respenda de la Peña
Respenda de la Peña is een gemeente in de Spaanse provincie Palencia in de regio Castilië en León met een oppervlakte van 65,65 km². Respenda de la Peña telt 171 inwoners (1 januari 2016).

## Demografische ontwikkeling
Bron: INE, 1857-2011: volkstellingen
Opm.: In 1857 werden de gemeenten Santibáñez de la Peña, Aviñante de la Peña, Baños de la Peña, Barajones, Cornón de la Peña, Cuerno, Fontecha, Las Heras de la Peña, Muñeca, Pino de Viduerna, Riosmenudos de la Peña, Tarilonte de la Peña, Vega de Riacos, Velilla de Tarilonte, Viduerna de la Peña, Villabeto de la Peña, Villafría de la Peña, Villanueva del Río Pisuerga, Villaoliva de la Peña en Villaverde de la Peña aangehecht; in 1934 vormden Santibáñez de la Peña samen met de dorpen Aviñante de la Peña, Cornón de la Peña, Las Heras de la Peña, Pino de Viduerna, Tarilonte de la Peña, Velilla de Tarilonte, Viduerna de la Peña, Villafría de la Peña, Villanueva del Río Pisuerga, Villaoliva de la Peña en Villaverde de la Peña een zelfstandige gemeente onder de naam Santibáñez de la Peña